# Museum St. Johann in Tirol

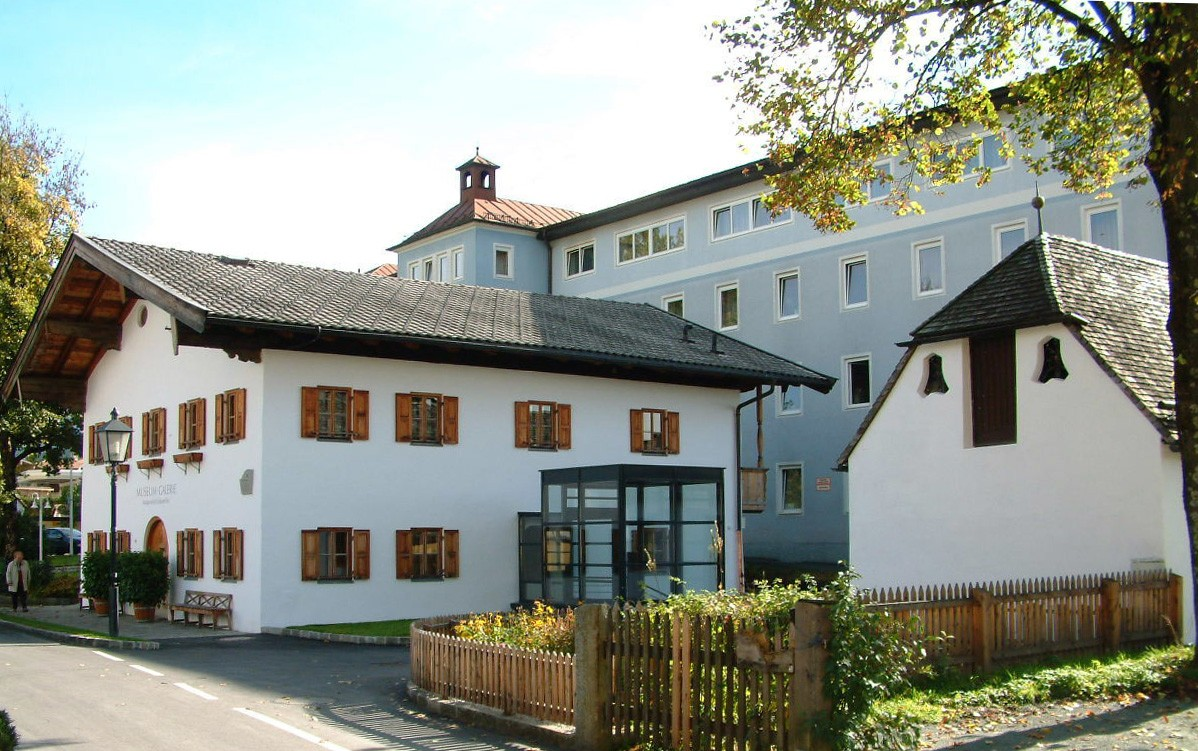
Die beiden Gebäude des Museums St. Johann in Tirol, links das Riester’sche Priesterhaus mit Glaskubus, rechts das Waschhäusl

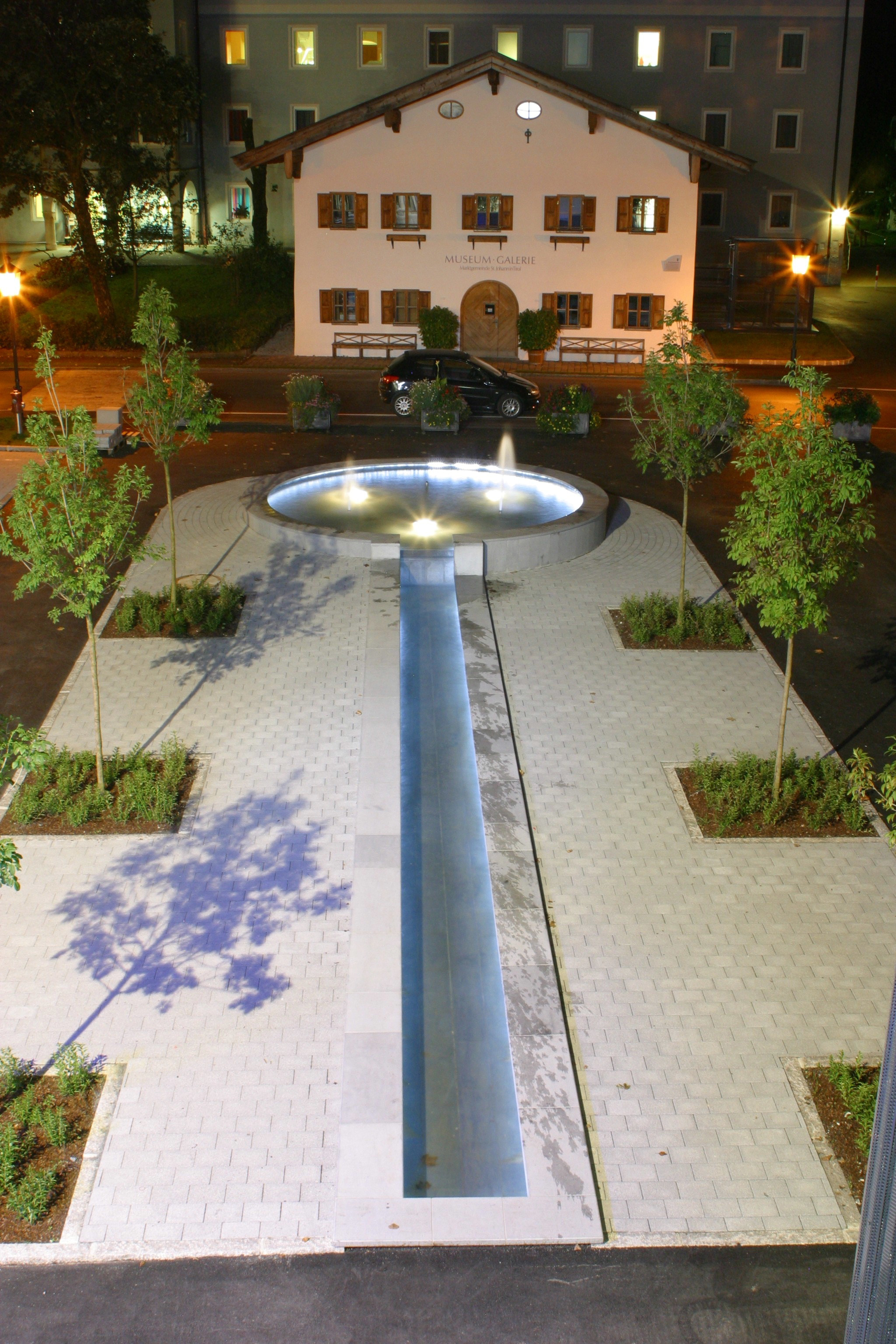
Das Museum mit dem Museumsplatz

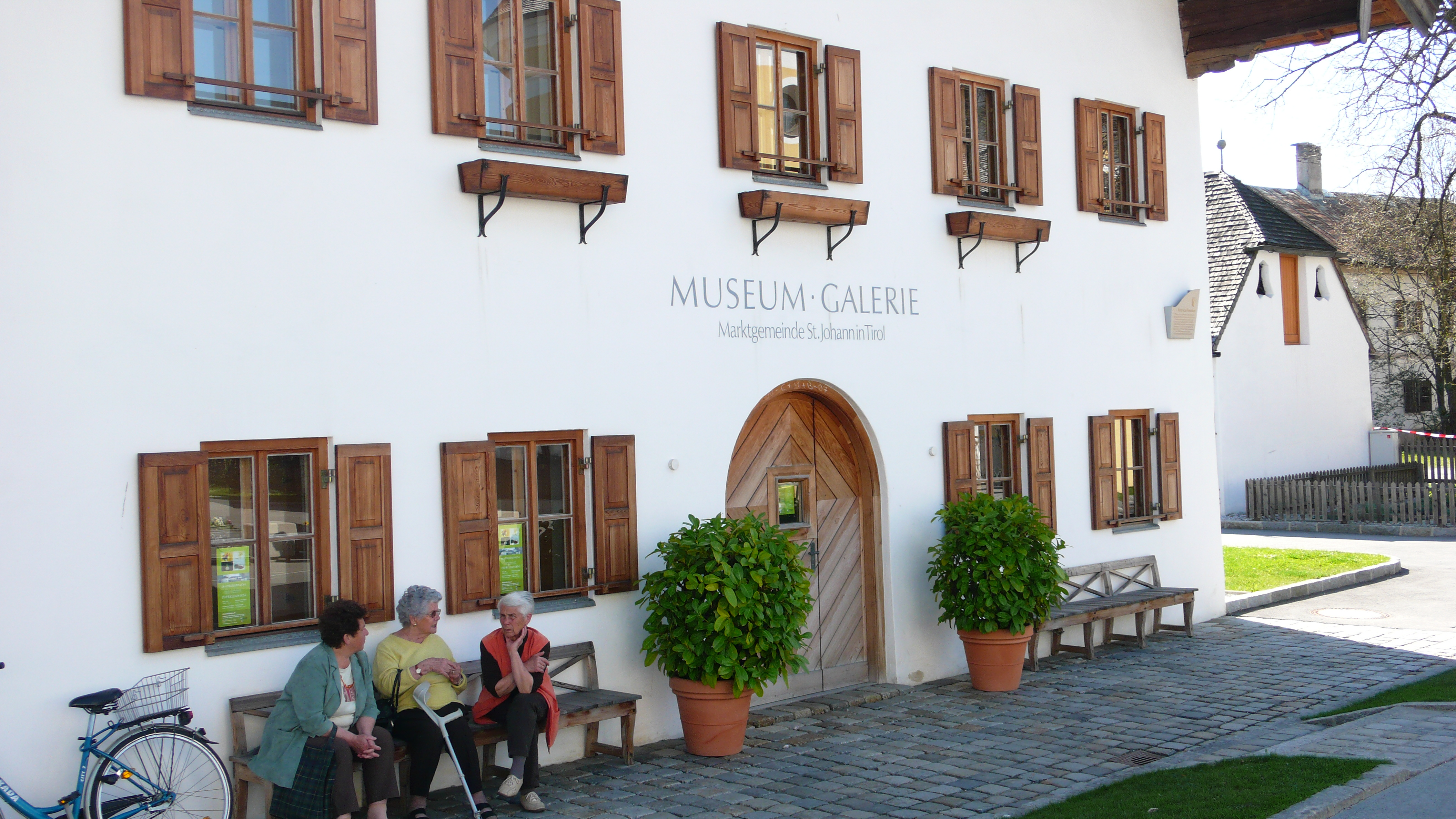
Museumseingang

Das Museum St. Johann in Tirol befindet sich in der Bahnhofstraße 8 am Ende der Fußgängerzone hinter der barocken Dekanatspfarrkirche und präsentiert ausgewählte Themen zur Geschichte von St. Johann in Tirol, Österreich, den Ausstellungsschwerpunkt „felsenreich – Mythos und Erlebnis Kaisergebirge“ und Sonderausstellungen mit zeitgenössischer Kunst. Das Museum ist Mitglied bei TiMus – Verband zur Unterstützung von Museen und Sammlungen in Tirol sowie beim Museumsbund Österreich.
Das Museum ist während der Sommersaison regelmäßig geöffnet, in der Wintersaison einmal in der Woche. Außerdem gibt es in den Wintermonaten die beliebte Gratis-Führung "Nachts im Museum."

## Geschichte
Das Museum St. Johann in Tirol wurde 1969 von einigen engagierten St. Johanner Heimatforschern gegründet und zunächst in einem Raum des alten Gemeindeamtes untergebracht. Dieses Gebäude aus dem Jahr 1724, das „Riester’sche Priesterhaus“, war im 18. Jahrhundert eine Besserungsanstalt für Priester mit ungebührlichem Lebenswandel. 1994 wurde das Haus grundlegend restauriert und im Erdgeschoß das Museum sowie im Obergeschoß die Galerie der Marktgemeinde St. Johann in Tirol untergebracht.
1997 wurde der Museums- und Kulturverein St. Johann in Tirol gegründet, der seither im kulturellen Auftrag der Marktgemeinde St. Johann in Tirol das Museum, die Galerie und das Archiv betreut. Mit einem vielfältigen Vermittlungsangebot zu kulturhistorischen Besonderheiten sowie zur Geschichte von St. Johann und dem Leukental macht der Verein regionale Identität lebendig.
2004 konnte eine unterirdische Verbindung zum ehemaligen Wirtschaftsgebäude des Priesterhauses, dem sogenannten „Waschhäusl“, errichtet werden (Ironie des Schicksals: die unterirdische Verbindung endet genau im Gewölbe des einstigen Weinkellers, der für die Priester tabu war). Ein Glaskubus mit Wendeltreppe führt vom Hauptgebäude aus zum unterirdischen Verbindungsraum. Dieser Raum kann auch für Vorträge genutzt werden. Die zusätzlich erschlossenen Räume bergen den Ausstellungsschwerpunkt „felsenreich – Mythos und Erlebnis Kaisergebirge“.

## Ausstellungsthemen

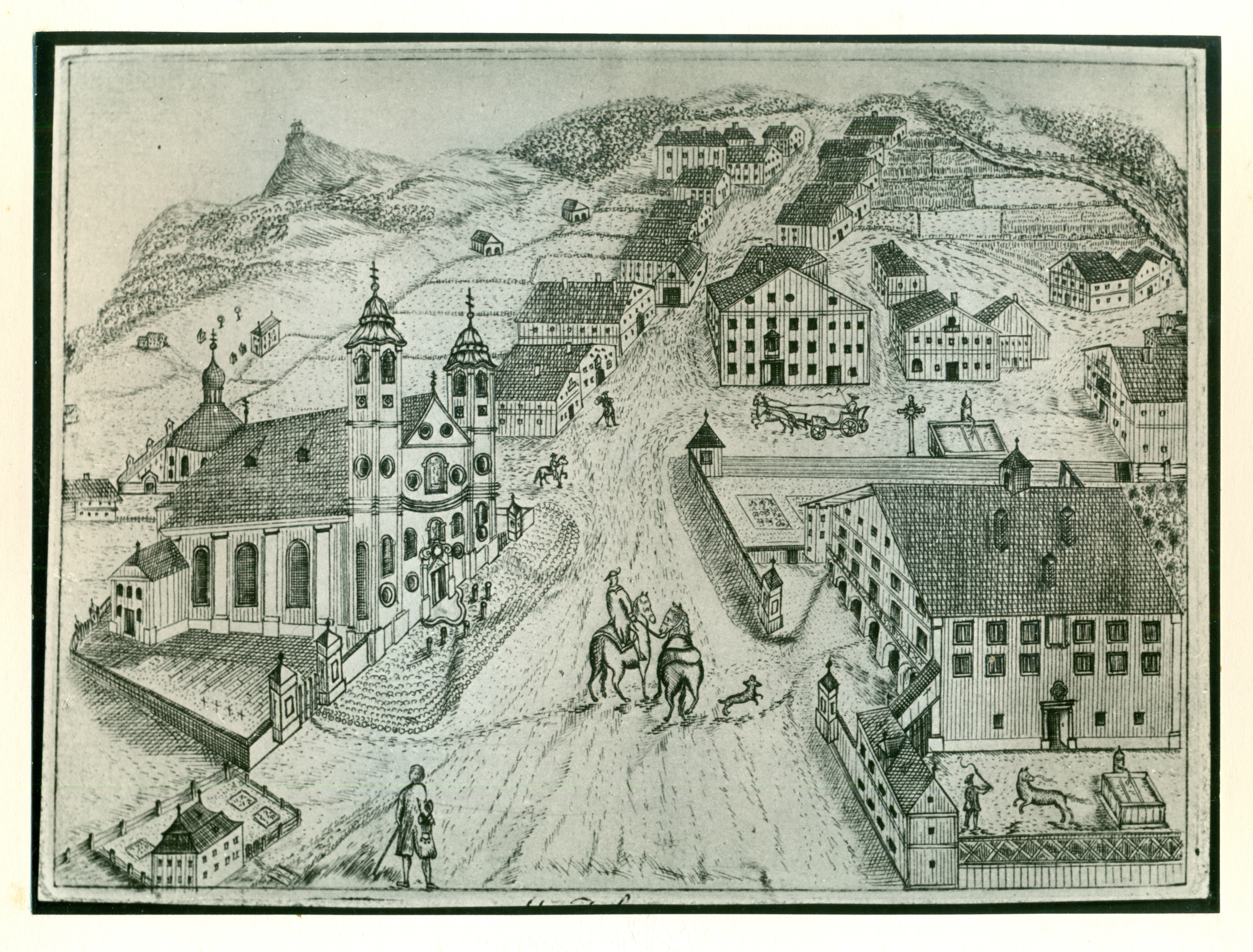
St. Johann im 18. Jahrhundert

Im Erdgeschoß des „Riester’schen Priesterhauses“ werden folgende Themen präsentiert: Die Anfänge des Tourismus, Schulgeschichte, Schützen und Freiheitskämpfer, die Geologie des Gemeindegebietes und das Eiszeitalter, St. Johann als Sommerresidenz der Bischöfe von Chiemsee, Barock und Sehenswürdigkeiten, der Komponist Edmund Angerer, die legendäre Frau Emma in Europa, Bilder von Alfons Walde, der ehemalige Kupferbergbau am Rerobichl, Krippen- und Heiligenfiguren aus dem 19. Jahrhundert, der talentierte Hund „Schmecks“, historische Trachten aus dem Leukental sowie Ortsansichten, Landschaftsbilder und Nostalgisches aus St. Johann.
Der Ausstellungsschwerpunkt: „felsenreich – Mythos und Erlebnis Kaisergebirge“ bietet einen Überblick über die alpinistische Erschließung des Kaisergebirges und Informationen zum Naturschutzgebiet Kaisergebirge mit Exponaten aus Fauna und Flora, eine historische Bergsteigerausrüstung, Bilder und Filme über das Bergsteigen von einst und heute sowie besondere Attraktionen wie: urgeschichtliche Funde aus der Tischofer Höhle mit dem lebensgroßen Modell eines Höhlenbären, das Terrarium mit den sagenumwobenen grünen Regenwürmern „Allolobophora smaragdina“, die im Sommer live beobachtet werden können, der seltene Skorpion vom Kaisergebirge, das naturgetreue Modell des Kaisergebirges sowie die „Bergtour im Museum“ zur Babenstuber-Hütte mit dem Ausblick auf das Bergmodell wie aus der Stratosphäre.
Mit dem Smartphone kann man in einer Audio-Führung Informationen zu den Exponaten über QR-Codes in Deutsch, Englisch und Italienisch abrufen.
Für Kinder gibt es die "Bärenjagd", bei der sie im Museum versteckte Bären suchen und dabei spannende Fragen beantworten müssen. Die Größeren können mit ihrem Handy Quizfragen zu den Exponaten beantworten.

## Sonderausstellungen
Neben der Dauerausstellung und dem Ausstellungsschwerpunkt „felsenreich – Mythos und Erlebnis Kaisergebirge“ bietet das Museum in der Galerie im Obergeschoß des Priesterhauses Sonderausstellungen zeitgenössischer Kunst. So wurden schon Werke von Andreas Kuhnlein, Markus Prachensky, Franz Lettner, Ahmet Oran, Wilhelm Drach, Helmut Rehm, Peter Thaler, Ernst Insam, Michael Schneider, Gerald Kurdoğlu Nitsche, Heinrich Tilly, Arthur Zelger, Erwin Bohatsch, Oswald Kollreider, Herbert Rosendorfer, Friedrich Plahl, Anne Strobl, Siegfried Goldberger, Hans Henzinger, Wolfgang Capellari, Hans Salcher, Josef Meng, Reiner Schiestl, Anton Christian und vielen anderen gezeigt.

## Belege
1. ↑  Museum St. Johann in Tirol. Abgerufen am 16. August 2019.
2. ↑  Kitzanzeiger: Sonderausstellung des Kunstvereines Kitz Art. Kitzbühler Anzeiger, 18. Oktober 2019, abgerufen am 5. Dezember 2019.
3. ↑  Museum St. Johann in Tirol: Start. Abgerufen am 16. August 2019.